# Cacurí
Cacurí est la capitale de la paroisse civile d'Alto Ventuari dans la municipalité de Manapiare dans l'État d'Amazonas au Venezuela sur les rives du río Ventuari. Elle est desservie par un aérodrome.